# لاين جاردين
لاين جاردين (بالإنجليزية: Iain Jardine)‏ (17 فبراير 1958 في المملكة المتحدة - ) هو مدرب كرة قدم ولاعب كرة قدم بريطاني في مركز الوسط. شارك مع منتخب اسكتلندا تحت 21 سنة لكرة القدم. أما مع النوادي، فقد لعب مع أنورثوسيس فاماغوستا ونادي بارتيك ثيسل ونادي كيلمارنوك وهارت أوف ميدلوثيان وKilwinning Rangers F.C. ‏.